# 剣樹抄
『剣樹抄』（けんじゅしょう）は、冲方丁による日本の時代小説。文芸雑誌『オール讀物』（文藝春秋）で連載されたのち、2019年7月10日に刊行された。
幼い頃、旗本奴に父を殺害された無宿の少年である六維了助が徳川光圀と出会い、幕府に保護された子どもたちの中でも特段の技能者で密偵として養育される者たちで構成された隠密組織「拾人衆」の一員となって「明暦の大火」の火付け犯を追うさまを描く。
続編として2021年11月に『剣樹抄 不動智の章』（けんじゅしょう ふどうちのしょう）が、2024年6月に完結編となる『剣樹抄 インヘルノの章』（けんじゅしょう インヘルノのしょう）が刊行された。

## 登場人物
水戸光圀（みと みつくに）
常陸水戸藩第2代藩主。父である頼房から隠密組織「拾人衆」の目付を命じられる。

六維了助（むい りょうすけ）
幼いころ、旗本奴に父を殺害され、明暦の大火で育ての親を失った無宿の少年。芥を運ぶ作業をしながら我流で木剣の修行をしていたが、その姿が水戸光圀の目に留まり、隠密組織「拾人衆」の一員に抜擢される。

みざるの巳助
隠密組織「拾人衆」の一員。1度見たものは決して忘れずに絵に描くことができる。

いわざるの鳩
隠密組織「拾人衆」の一員。1度聞いた声を真似ることができる。

きかざるの亀一
隠密組織「拾人衆」の一員。遠くの声や会話を聞き覚えることができる。

阿部豊後守忠秋（あべぶんごのかみただあき）
老中。

中山勘解由（なかやま かげゆ）
先手組の徒頭。光圀とともに火付け一味を追う。

罔両子（もうりょうし）
東海寺の僧。拾人衆の子どもたちの世話をしている。

幡随院長兵衛（ばんずいいん ちょうべえ）
町人。町奴の頭領。

錦氷ノ介
隻腕の剣士。神出鬼没の浪人。市中で強盗や火付け、辻斬りを行っている。悪目立ちするほどの美貌と女物の羽織が特徴。

## 書誌情報
- 冲方丁 『剣樹抄』
  - 単行本：2019年7月10日発行（同日発売[4]）、文藝春秋、ISBN 978-4-16-391050-5
  - 文庫本：2021年10月10日発行（10月6日発売[5]）、文藝春秋〈文春文庫〉、ISBN 978-4-16-791760-9
- 冲方丁『剣樹抄 不動智の章』
  - 単行本：2021年11月10日発行（11月5日発売[2]）、文藝春秋、ISBN 978-4-16-391460-2
  - 文庫本：2023年10月10日発行（10月11日発売[6]）、文藝春秋〈文春文庫〉、ISBN 978-4-16-792108-8
- 冲方丁『剣樹抄 インヘルノの章』
  - 文庫本：2024年6月10日発行（6月5日発売[3]）、文藝春秋〈文春文庫〉、ISBN 978-4-16-792227-6

## テレビドラマ
『剣樹抄〜光圀公と俺〜』（けんじゅしょう みつくにこうとおれ）のタイトルで、2021年11月5日から12月24日までNHK BSプレミアム「BS時代劇」で放送された。2023年1月4日より、NHK総合で放送。主演は山本耕史。

### キャスト
水戸光圀
演 - 山本耕史（6歳：有山実俊、10歳：志水透哉）
常陸水戸藩第2代藩主。

泰姫
演 - 松本穂香
水戸光圀の正室。

了助
演 - 黒川想矢（幼少期：久保聡真）
旗本奴に父を殺害された無宿の少年。

中山義直
演 - 西村まさ彦
水戸家家臣。

日下藤四郎
演 - 内村遥
水戸家家臣。

錦氷ノ介（霜山九郎）
演 - 加藤シゲアキ
美貌で隻腕の剣豪。「明暦の大火」を引き起こした首謀者

吽慶（霜山重蔵）
演 - 石坂浩二
龍雲寺に身を寄せる仏師。明暦の大火を引き起こした錦氷ノ介の実父。元丹波稲川家の家老。

柳生義仙
演 - 舘ひろし
柳生家当主の息子であり、光圀とは旧友の間柄。

罔両子
演 - 福田転球
東海寺の住職。

村岡
演 - 山本裕子
泰姫の女中。

亀一
演 - 川口和空
拾人衆の一。聞き耳の達人。

鳩
演 - 金恒那
拾人衆の一。声色の達人。

巳助
演 - 藤原颯音
拾人衆の一。人相描きの達人。

韋駄天
演 - 黒澤諒
拾人衆の一。俊足の持ち主。

#### ゲスト
第1話
秋山官兵衛
演 - 青山草太
浪人。

徳川頼宣
演 - 大河内浩
紀州藩主。

三吉
演 - 一本気伸吾
了助の養父。

山野忠之
演 - 小杉幸彦
水戸家家臣。

桑嶋
演 - 世志男
浪人。

佐竹
演 - 佐藤誠
浪人。

第2話
徳川頼房
演 - 中村育二
水戸藩初代藩主、光圀の父。

勝山
演 - 美村里江
紀伊国屋風呂を仕切る湯女。

渡辺忠四郎
演 - 駿河太郎
浪人。

鎌田
演 - 宮本大誠
浪人。

三浦
演 - しかまる
旗本奴。

六さん
演 - 山﨑雄介
町奴。

第3話
松平頼重
演 - 八嶋智人（12歳：高橋琉晟、16歳：寄川歌太）
讃岐高松藩初代藩主であり、光圀の兄。

稲川隼人正
演 - 福井博章
丹波稲川家の末代当主。

両火房（久我山宗衛門）
演 - 山口馬木也
火付け集団「極楽組」の一人。

第4話
鶴市
演 - 坪倉由幸
光圀の昔の悪友、氷ノ介の部下。

与惣次郎
演 - 三宅弘城
了助の実父。

新馬
演 - 阿邊龍之介

天傘
演 - 長島竜也

第5話
おこん
演 - 北乃きい
料亭の女将。鳩を引き取り、声真似を伝授する。

番頭
演 - 猪爪尚紀

小姓
演 - 増本尚

平蔵
演 - 須田拓未

お千代
演 - 大川亜耶

治兵衛
演 - 紺崎真紀

第6話
康成
演 - 池田努
鍛冶屋。

お栄
演 - 雛形あきこ
康成の妻。

柏
演 - 坂口涼太郎

第7話
極大師
演 - 本田博太郎
極楽組の首領。

りん
演 - 中嶋朋子
女忍び。

第8話
松平信綱
演 - 升毅
老中。

### スタッフ
- 原作 - 冲方丁『剣樹抄』（文藝春秋）
- 脚本 - 吉澤智子
- 演出 - 本木一博、一色隆司
- 音楽 - 兼松衆
- 主題歌 - PYG 「花・太陽・雨」
- 語り - 新井秀和
- 時代考証 - 河合敦
- 所作指導 - 藤間貴雅
- 殺陣指導 - 加藤学
- 羅漢制作指導 - 大和宗雲
- 京ことば指導 - 井上裕季子
- 仏事指導 - 細川晋輔
- 資料提供 - 芳賀ひらく、三井文庫
- 撮影協力 - つくばみらい市、観福寺、長瀞町
- 古楽器演奏 - イ・バッシフォンディ・アンサンブル
- 制作統括 - 佐野元彦（NHKエンタープライズ）、落合将（NHK）

### 放送日程
| 放送回 | 放送日   | サブタイトル | 演出     |
| ------ | -------- | ------------ | -------- |
| 第1回  | 11月05日 | 家康の孫     | 本木一博 |
| 第2回  | 11月12日 | 明暦の放火犯 |          |
| 第3回  | 11月19日 | 兄の真意     |          |
| 第4回  | 11月26日 | 光圀の罪     |          |
| 第5回  | 12月03日 | 座敷牢の男   |          |
| 第6回  | 12月10日 | 鬼を人に返す |          |
| 第7回  | 12月17日 | 心の旅       |          |
| 第8回  | 12月24日 | ふたり       |          |

| NHK BSプレミアム BS時代劇                                | NHK BSプレミアム BS時代劇                         | NHK BSプレミアム BS時代劇                |
| 前番組                                                   | 番組名                                            | 次番組                                   |
| -------------------------------------------------------- | ------------------------------------------------- | ---------------------------------------- |
| 雲霧仁左衛門4（アンコール） （2021年9月17日 - 10月29日） | 剣樹抄〜光圀公と俺〜 （2021年11月5日 - 12月24日） | 雲霧仁左衛門5 （2022年1月14日 - 3月4日） |